# Bijelo Dugme
Bijelo dugme («Белая пуговица») — югославская рок-группа.

## История

### Начало
Создана под названием Jutro («Утро») в начале 1972 года в Сараево из членов рок-группы «Kodeksi» (Горан Брегович — гитара и Зоран Реджич — бас) и поп-группы «Indexi» (Исмет «Nuno» Арнауталич — гитара и Владо Правдич — клавишные).
Брегович в детстве обучался игре на скрипке в музыкальной школе, откуда был изгнан, как «бездарность», но затем приобрёл известность, как гитарист популярной сараевской группы «Кодекси». Однако в 1971 году после работы в Италии группа распалась и, когда Арнауталич пришёл с предложением о новом проекте, Брегович принял его.
Брегович стал автором большей части стихов и музыки для Bijelo Dugme, хотя самые известные песни группы были написаны не им. «Ima neka tajna veza», «Glavni junak jedne knjige», «Šta bi dao da si na mom mjestu», «Pristao sam biću sve što hoće» написал Душко Трифунович; «Da sam pekar» и «Selma» — Владо Дияк, «Loše vino» — Арсен Дедич.
За два года группа изменила состав и выпустила два сингла: «Ostajem tebi» и «Kad bi' bio bijelo dugme» на «Радио Крушевац». Но когда решила записать новые песни на «Радио Сараево», им предложили сменить название, так как «Jutro» оказалось занято вышедшим из группы из-за несогласия играть жесткий рок Исметом Арнауталичем, создавшим свой поп-ансамбль.
Новое имя — «Белая пуговица» было выбрано по ставшей популярной песне группы. Датой превращения «Jutro» (в составе группы с середины 1973 года были Горан Брегович — гитара, Желько Бебек — вокал, Ядранко Станкович — бас, Ипе Ивандич — ударные и Владо Правдич — клавишные) в Bijelo Dugme считается февраль 1974 года. Когда на «Радио Крушевац» от имени группы в эфир вышли записи «Top» и «Ove ću noći naći blues». Первоначально группа была рекрутирована новым сараевским лейблом Diskoton, но затем приняла более выгодное предложение загребского Jugoton’а.

### Звёзды Югославии
С фронтменом Желько Бебеком группа постепенно добивается звёздного статуса в Югославии. По словам одного журналиста, «они продали больше пластинок, чем есть проигрывателей во всей Югославии». Кульминацией карьеры стал диск 1979 года «Bitanga i princeza», оцениваемый как наиболее зрелый альбом «Белой Пуговицы», созданный при участии Бебека. Популярность группы была столь высока, что стали говорить даже о «дугмемании» (по аналогии с битломанией).
Рубеж десятилетий принёс звуки новой музыки в лице новой волны и ска, что сказалось на звучании следующего альбома, «Doživjeti stotu» .
В 1984 году Бебек покидает группу ради сольной карьеры, и Младен Войчич по прозвищу Tifa приходит ему на смену, чтобы, отметившись на одноимённом с названием группы альбоме, освободить место для Алена Исламовича из хард-н-хэви-команды Divlje Jagode. С ним группа записывает два последних студийных альбома, отмеченных сильным влиянием фолка.

### Распад
В 1989 году Исламович попадает в больницу. Жалуется на боли в груди, от которых он страдал на протяжении всего последнего турне, о чём он никому не говорил. Группа прекращает своё существование. Об истинных причинах никогда не говорилось, но многие люди сходятся во мнении, что группа прекратила существование потому, что прекратила существование Югославия.

### Возрождение
В 2005 году группа объединилась для трёх концертов в Сараево, Загребе и Белграде. Вместе со всеми тремя ведущими вокалистами, но уже без ударника Горана Ивандича, которого не стало в 1994 году. А 6 октября 2007 года в Белграде, на 51 году жизни, после тяжёлой болезни, скоропостижно скончался один из клавишников Лаза Ристовски.
Сообщалось о подготовке нового альбома, который должен был увидеть свет в конце 2007 или в начале 2008 года, но так как Горан Брегович отказался участвовать в проекте возрождения группы, то Ален Исламович и Тифа вернулись к работе над своими сольными альбомами.

## Творчество
Музыка «Bijelo Dugme» представляет собой сочетание элементов различных стилей рок-музыки — хард-рок, классический рок, симфо-рок, новая волна — и элементов балканского фолка — смесь, которую журналисты окрестили «pastirski rok» — «пастуший рок».

## Участники группы
- Горан Брегович (22 марта, 1950) — гитара (1974—1989)
- Желько Бебек (16 декабря, 1945) — вокал (1974—1984)
- Младен «Тифа» Воичич (17 октября, 1960) — вокал (1984—1985)
- Ален Исламович (17 августа 1957) — вокал (1986—1989)
- Зоран Реджич (29 января 1948) — бас-гитара (1974 — 1975, 1977—1989)
- Ядранко Станкович — бас-гитара (1974)
- Горан «Ипе» Ивандич (10 декабря 1955 – 13 января 1994) — ударные (1974—1976, 1977—1978, 1982—1989)
- Милич Вукашинович (9 марта, 1950) — ударные (1976—1977)
- Драган «Джиджи» Янкелич — ударные (1978—1982)
- Владо Правдич (6 декабря 1949 – 4 декабря 2023) — клавишные (1974—1976, 1978—1987)
- Лаза Ристовски (23 января 1956 – 6 октября 2007) — клавишные (1976—1978, 1984—1989)

## Дискография

### Студийные альбомы
- Kad bi' bio bijelo dugme (1974)
- Šta bi dao da si na mom mjestu (1975)
- Eto! Baš hoću! (1976)
- Bitanga i princeza (1979)
- Doživjeti stotu (1980)
- Uspavanka za Radmilu M. (1983)
- Bijelo dugme (Kosovka djevojka) (1984)
- Pljuni i zapjevaj moja Jugoslavijo (1986)
- Ćiribiribela (1988)

### Концертные записи
- Koncert kod Hajdučke česme (1977)
- 5. april '81 (1981)
- Mramor, kamen i željezo (1987)
- Turneja 2005 — Sarajevo, Zagreb, Beograd (2005)

### Сборники
- Iz sve snage (1975)
- Ipe Ivandić i Bijelo Dugme (1976)
- Svi marš na ples! (1981)
- Singl ploče (1974—1975) (1982)
- Singl ploče (1976—1980) (1982)
- …A milicija trenira strogocu! (i druge pjesme za djecu) (1983)
- Sanjao sam noćas da te nemam (Velike rock balade) (1984)
- Nakon svih ovih godina (1990)
- Ima neka tajna veza (1994)

### Синглы
- Top / Ove cu noci naci blues (Jugoton 1974)
- Glavni junak jedne knjige / Bila mama Kukunka bio tata Taranta (Jugoton 1974)
- Glavni junak jedne knjige / Avanture malog Ju Ju (Diskoton 1974)
- Da sam pekar / Selma (Jugoton 1974)
- Da mi je znati koji joj je vrag / Blues za moju bivsu dragu (Jugoton 1975)
- Ima neka tajna veza / I kad prodje sve, pjevat cu i tad (Jugoton 1975)
- Ne gledaj me tako i ne ljubi me vise / Sve cu da ti dam, samo da zaigram (Jugoton 1975)
- Playing the part / Da sam pekar (promotivno izdanje Jugoton 1975)
- Dzambo / Vatra Ipe Ivandic (Jugoton 1976)
- Milovan / Goodbye America (Z. Bebek) (Jugoton 1976)
- Himna lista Zdravo (izdanje lista Zdravo na foliji 1976)
- Tako ti je mala moja kad ljubi Bosanac / Ne spavaj mala moja muzika dok svira (Jugoton 1976)
- Eto! Baš Hoću! / Dosao sam da ti kazem da odlazim (Jugoton 1976)
- Bitanga i princeza / Ded, bona, sjeti se, de tako ti svega (Jugoton 1979)
- Pristao sam, bicu sve sto hoce / Sta je tu je (Jugoton 1979)
- Dobro vam jutro, Petrovic Petre / Na zadnjem sjedistu mog auta (Jugoton 1980)

## Книги
- Duško Pavlović. "Bijelo dugme" (серия Tom Džuboks), "Dečje Novine", Gornji Milanovac, 1980.